# Małomierzyce
Małomierzyce – wieś w Polsce położona w województwie mazowieckim, w powiecie radomskim, w gminie Iłża. Ma status sołectwa.
| SIMC    | Nazwa      | Rodzaj    |
| ------- | ---------- | --------- |
| 0622894 | Górna Wieś | część wsi |
| 0622902 | Stara Wieś | część wsi |
| 0622919 | Zalaski    | część wsi |

Były wsią biskupstwa krakowskiego w województwie sandomierskim w ostatniej ćwierci XVI wieku. W latach 1975–1998 miejscowość administracyjnie należała do województwa radomskiego.
W Małomierzycach urodzili się:
- w 1916, Antoni Heda ps. Szary – dowódca partyzancki, generał brygady Wojska Polskiego
- w 1928, Edward Barszcz – polski inżynier budowlany i polityk. Prezydent Krakowa w latach 1978–1980

Wierni Kościoła rzymskokatolickiego należą do parafii Wniebowzięcia Najświętszej Maryi Panny w Iłży.